# Chung kết UEFA Champions League 2020
Trận chung kết UEFA Champions League 2020 là trận đấu cuối cùng của UEFA Champions League 2019-20, mùa giải thứ 65 của giải đấu bóng đá câu lạc bộ hàng đầu của châu Âu được tổ chức bởi UEFA, và là mùa giải thứ 28 kể từ khi nó được đổi tên từ Cúp C1 châu Âu thành UEFA Champions League. Trận đấu được diễn ra vào ngày 23 tháng 8 năm 2020 tại Sân vận động Ánh sáng ở Lisbon, Bồ Đào Nha, giữa câu lạc bộ Pháp Paris Saint-Germain, trong trận chung kết Cúp C1 châu Âu đầu tiên của họ, và câu lạc bộ Đức Bayern Munich. Trận đấu được diễn ra đằng sau những cánh cửa đóng do đại dịch COVID-19 ở châu Âu.
Trận chung kết ban đầu dự kiến được diễn ra tại Sân vận động Olympic Atatürk ở Istanbul, Thổ Nhĩ Kỳ vào ngày 30 tháng 5 năm 2020. Tuy nhiên, UEFA thông báo vào ngày 23 tháng 3 năm 2020 rằng trận chung kết đã bị hoãn do đại dịch COVID-19. Vào ngày 17 tháng 6 năm 2020, Ủy ban điều hành UEFA đã chọn dời trận chung kết đến Lisbon, như một phần của "giải đấu dành cho 8 đội cuối cùng" bao gồm các cặp đấu một trận loại trực tiếp được diễn ra ở hai sân vận động khắp thành phố. Trận đấu là trận chung kết Cúp C1 châu Âu/Champions League đầu tiên được tổ chức vào Chủ Nhật và lần đầu tiên kể từ năm 2009 không được diễn ra vào Thứ Bảy. Đây cũng là trận chung kết đầu tiên của giải đấu được diễn ra sau tháng 6.
Bayern Munich giành chiến thắng 1–0 trong trận chung kết nhờ bàn thắng được ghi ở phút thứ 59 bởi cựu cầu thủ Paris Saint-Germain Kingsley Coman, qua đó có danh hiệu Cúp C1 châu Âu thứ sáu và cú ăn ba châu lục thứ hai. Thêm vào đó, Bayern trở thành đội bóng đầu tiên vô địch bất kỳ giải đấu châu Âu với tỷ lệ thắng 100%. Với tư cách nhà vô địch, họ giành quyền thi đấu với nhà vô địch của UEFA Europa League 2019-20, Sevilla, trong trận Siêu cúp châu Âu 2020. Họ cũng đủ điều kiện để tham dự vòng bảng của UEFA Champions League 2020-21; tuy nhiên, vì họ đã giành quyền tham dự thông qua thành tích ở giải vô địch quốc gia của họ, suất dự dành riêng đó được đưa cho đội đứng đầu của Eredivisie 2019-20 bị hủy bỏ (Ajax), hiệp hội xếp hạng 11 theo danh sách tham dự của mùa sau.

## Các đội bóng
Trong bảng sau đây, các trận chung kết đến năm 1992 thuộc kỷ nguyên Cúp C1 châu Âu, kể từ năm 1993 trở đi thuộc kỷ nguyên UEFA Champions League.
| Đội                 | Các lần tham dự trận chung kết trước (in đậm thể hiện năm vô địch) |
| ------------------- | ------------------------------------------------------------------ |
| Paris Saint-Germain | Không có                                                           |
| Bayern Munich       | 10 (1974, 1975, 1976, 1982, 1987, 1999, 2001, 2010, 2012, 2013)    |

## Địa điểm

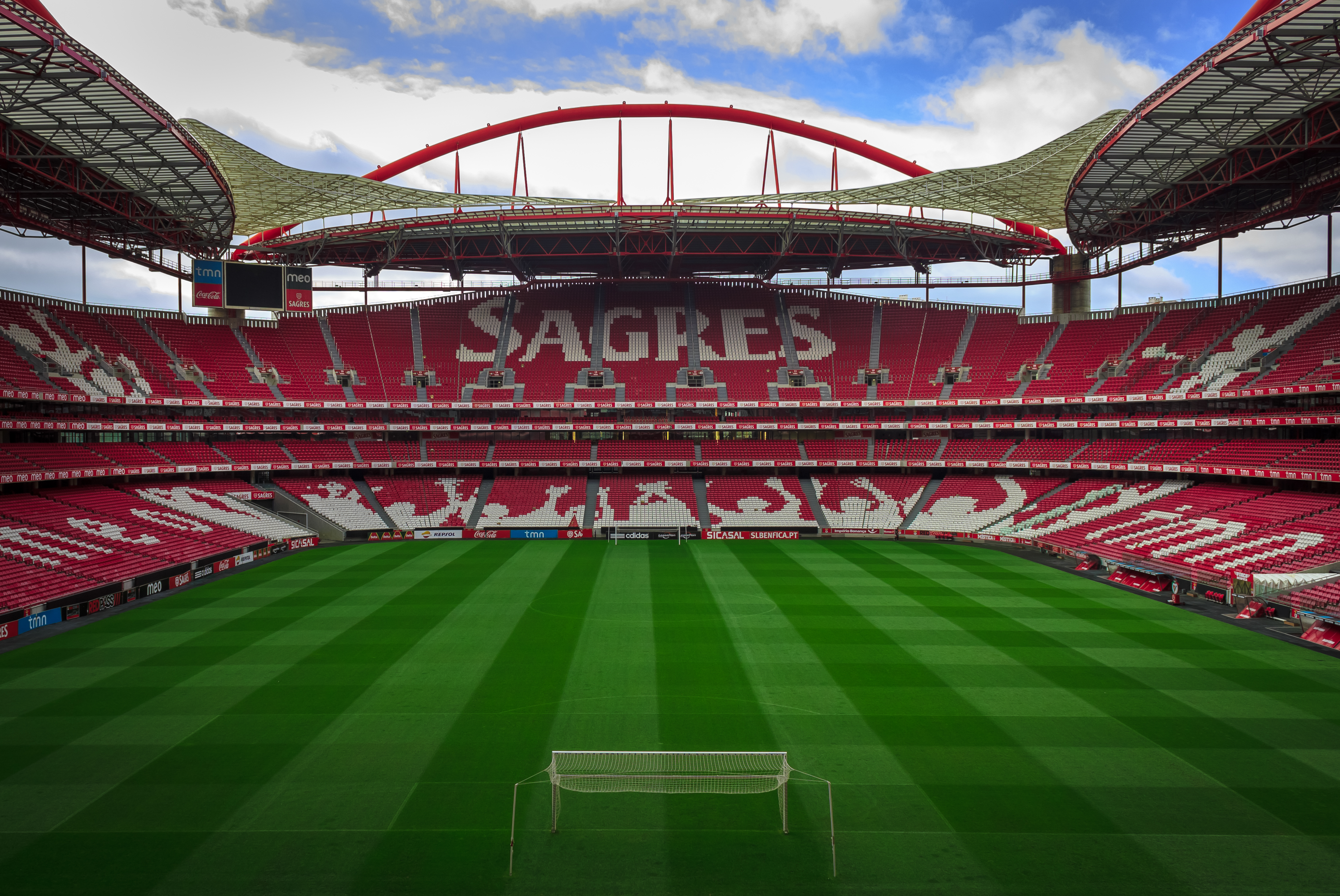
Sân vận động Ánh sáng ở Lisbon là nơi tổ chức trận chung kết.

Ủy ban điều hành UEFA lựa chọn địa điểm này – được biết đến chính thức với tên gọi Estádio do Sport Lisboa e Benfica (Sân vận động Thể thao Lisboa và Benfica) – tại cuộc họp của họ vào ngày 17 tháng 6 năm 2020. Đây là trận chung kết UEFA Champions League thứ hai được tổ chức tại sân vận động này; trận chung kết đầu tiên vào năm 2014, khi Real Madrid có lần thứ 10 vô địch bằng việc đánh bại Atlético Madrid 4–1 trong trận chung kết giữa các đội đến từ cùng thành phố đầu tiên từ trước đến nay.

## Đường đến trận chung kết
Ghi chú: Trong tất cả các kết quả dưới đây, tỉ số của đội lọt vào chung kết được đưa ra trước tiên (N: sân nhà; K: sân khách; TL: sân trung lập).
| VT | Đội                 | ST | Đ  |
| -- | ------------------- | -- | -- |
| 1  | Paris Saint-Germain | 6  | 16 |
| 2  | Real Madrid         | 6  | 11 |
| 3  | Club Brugge         | 6  | 3  |
| 4  | Galatasaray         | 6  | 2  |

| VT | Đội               | ST | Đ  |
| -- | ----------------- | -- | -- |
| 1  | Bayern Munich     | 6  | 18 |
| 2  | Tottenham Hotspur | 6  | 10 |
| 3  | Olympiacos        | 6  | 4  |
| 4  | Red Star Belgrade | 6  | 3  |

## Trước trận đấu

Nhận dạng ban đầu của trận chung kết.

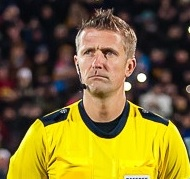
Trọng tài người Ý Daniele Orsato là người điều khiển cho trận chung kết.

### Nhận dạng
Nhận dạng ban đầu của trận chung kết UEFA Champions League 2020 đã được công bố tại lễ bốc thăm vòng bảng vào ngày 29 tháng 8 năm 2019.

### Đại sứ
Đại sứ cho trận chung kết Istanbul ban đầu là cựu tuyển thủ người Thổ Nhĩ Kỳ Hamit Altıntop, người đã về nhì ở UEFA Champions League 2009–10 với Bayern Munich cũng như là vô địch UEFA Intertoto Cup 2003 và 2004 với Schalke 04.

### Tổ trọng tài
Vào ngày 20 tháng 8 năm 2020, UEFA lựa chọn trọng tài người Ý Daniele Orsato là người điều khiển cho trận chung kết. Orsato là một trọng tài FIFA kể từ năm 2010, và đã từng là trọng tài thứ tư trong trận chung kết UEFA Europa League 2019. Ông cũng là một trợ lý tổ trợ lý trọng tài video trong trận chung kết FIFA World Cup 2018. Ông cũng là một trợ lý trọng tài bổ sung tại UEFA Euro 2016 và là một trợ lý trọng tài video tại FIFA World Cup 2018. Ông cùng tham gia làm việc với 4 trọng tài đồng hương của ông, với Lorenzo Manganelli và Alessandro Giallatini là trợ lý trọng tài, Massimiliano Irrati là trợ lý trọng tài video và Marco Guida là trợ lý tổ trọng tài VAR. Trọng tài thứ tư là Ovidiu Hațegan từ Romania, trong khi đó trọng tài người Tây Ban Nha Roberto Díaz Pérez del Palomar và Alejandro Hernández Hernández lần lượt là trọng tài VAR bắt việt vị và hỗ trợ VAR.

## Thông tin trận đấu

### Chi tiết
Đội "chủ nhà" (vì mục đích hành chính) được xác định bằng một lượt bốc thăm bổ sung được tổ chức vào ngày 10 tháng 7 năm 2020 (sau khi bốc thăm vòng tứ kết và vòng bán kết), tại trụ sở UEFA ở Nyon, Thụy Sĩ.
| Paris Saint-Germain | 0–1      | Bayern Munich |
| ------------------- | -------- | ------------- |
|                     | Chi tiết | - Coman 59'   |

| Paris Saint-Germain | Bayern Munich |

| GK               | 1  | Keylor Navas             |     |     |
| RB               | 4  | Thilo Kehrer             |     |     |
| CB               | 2  | Thiago Silva (c)         | 83' |     |
| CB               | 3  | Presnel Kimpembe         |     |     |
| LB               | 14 | Juan Bernat              |     | 80' |
| CM               | 21 | Ander Herrera            |     | 72' |
| CM               | 5  | Marquinhos               |     |     |
| CM               | 8  | Leandro Paredes          | 52' | 65' |
| RF               | 11 | Ángel Di María           |     | 80' |
| CF               | 7  | Kylian Mbappé            |     |     |
| LF               | 10 | Neymar                   | 81' |     |
| Dự bị:           |    |                          |     |     |
| GK               | 16 | Sergio Rico              |     |     |
| GK               | 30 | Marcin Bułka             |     |     |
| DF               | 20 | Layvin Kurzawa           | 86' | 80' |
| DF               | 22 | Abdou Diallo             |     |     |
| DF               | 25 | Mitchel Bakker           |     |     |
| DF               | 31 | Colin Dagba              |     |     |
| MF               | 6  | Marco Verratti           |     | 65' |
| MF               | 19 | Pablo Sarabia            |     |     |
| MF               | 23 | Julian Draxler           |     | 72' |
| MF               | 27 | Idrissa Gueye            |     |     |
| FW               | 17 | Eric Maxim Choupo-Moting |     | 80' |
| FW               | 18 | Mauro Icardi             |     |     |
| Huấn luyện viên: |    |                          |     |     |
| Thomas Tuchel    |    |                          |     |     |

| GK                | 1  | Manuel Neuer (c)     |       |     |
| RB                | 32 | Joshua Kimmich       |       |     |
| CB                | 17 | Jérôme Boateng       |       | 25' |
| CB                | 27 | David Alaba          |       |     |
| LB                | 19 | Alphonso Davies      | 28'   |     |
| CM                | 6  | Thiago               |       | 86' |
| CM                | 18 | Leon Goretzka        |       |     |
| RW                | 22 | Serge Gnabry         | 52'   | 68' |
| AM                | 25 | Thomas Müller        | 90+4' |     |
| LW                | 29 | Kingsley Coman       |       | 68' |
| CF                | 9  | Robert Lewandowski   |       |     |
| Dự bị:            |    |                      |       |     |
| GK                | 26 | Sven Ulreich         |       |     |
| GK                | 39 | Ron-Thorben Hoffmann |       |     |
| DF                | 2  | Álvaro Odriozola     |       |     |
| DF                | 4  | Niklas Süle          | 56'   | 25' |
| DF                | 5  | Benjamin Pavard      |       |     |
| DF                | 21 | Lucas Hernandez      |       |     |
| MF                | 8  | Javi Martínez        |       |     |
| MF                | 10 | Philippe Coutinho    |       | 68' |
| MF                | 11 | Michaël Cuisance     |       |     |
| MF                | 14 | Ivan Perišić         |       | 68' |
| MF                | 24 | Corentin Tolisso     |       | 86' |
| FW                | 35 | Joshua Zirkzee       |       |     |
| Huấn luyện viên:  |    |                      |       |     |
| Hans-Dieter Flick |    |                      |       |     |

| Cầu thủ xuất sắc nhất trận đấu: Kingsley Coman (Bayern Munich) Trợ lý trọng tài: Lorenzo Manganelli (Ý) Alessandro Giallatini (Ý) Trọng tài thứ tư: Ovidiu Hațegan (Romania) Trợ lý trọng tài video: Massimiliano Irrati (Ý) Trợ lý tổ trợ lý trọng tài video: Marco Guida (Ý) Trợ lý trọng tài video bắt việt vị: Roberto Díaz Pérez del Palomar (Tây Ban Nha) Hỗ trợ trợ lý trọng tài video: Alejandro Hernández Hernández (Tây Ban Nha) | Luật trận đấu - 90 phút thi đấu chính thức - 30 phút hiệp phụ nếu tỉ số hoà sau thời gian thi đấu chính thức - Loạt sút luân lưu nếu tỉ số vẫn hoà sau 30 phút hiệp phụ - Mỗi đội có 12 cầu thủ dự bị - Mỗi đội có quyền thay tối đa 5 cầu thủ, với cầu thủ thứ sáu được phép thay ở hiệp phụ |

### Thống kê
| Thống kê             | Paris Saint-Germain | Bayern Munich |
| -------------------- | ------------------- | ------------- |
| Số bàn thắng         | 0                   | 0             |
| Tổng số cú sút       | 6                   | 5             |
| Số cú sút trúng đích | 2                   | 1             |
| Cứu thua             | 1                   | 2             |
| Kiểm soát bóng       | 38%                 | 62%           |
| Phạt góc             | 2                   | 2             |
| Phạm lỗi             | 8                   | 9             |
| Việt vị              | 1                   | 0             |
| Thẻ vàng             | 0                   | 1             |
| Thẻ đỏ               | 0                   | 0             |

| Thống kê             | Paris Saint-Germain | Bayern Munich |
| -------------------- | ------------------- | ------------- |
| Số bàn thắng         | 0                   | 1             |
| Tổng số cú sút       | 2                   | 7             |
| Số cú sút trúng đích | 1                   | 1             |
| Cứu thua             | 0                   | 1             |
| Kiểm soát bóng       | 40%                 | 60%           |
| Phạt góc             | 2                   | 2             |
| Phạm lỗi             | 8                   | 13            |
| Việt vị              | 1                   | 1             |
| Thẻ vàng             | 4                   | 3             |
| Thẻ đỏ               | 0                   | 0             |

| Thống kê             | Paris Saint-Germain | Bayern Munich |
| -------------------- | ------------------- | ------------- |
| Số bàn thắng         | 0                   | 1             |
| Tổng số cú sút       | 8                   | 12            |
| Số cú sút trúng đích | 3                   | 2             |
| Cứu thua             | 1                   | 3             |
| Kiểm soát bóng       | 39%                 | 61%           |
| Phạt góc             | 4                   | 4             |
| Phạm lỗi             | 16                  | 22            |
| Việt vị              | 2                   | 1             |
| Thẻ vàng             | 4                   | 4             |
| Thẻ đỏ               | 0                   | 0             |